# Пекорино (виноград)
Пекорино (итал. Pecorino) — технический (винный) сорт винограда, используемый в Италии для производства белых вин. 

## История
Сорт — автохтонный для Италии, происходит из окрестностей горного массива Монти-Сибиллини, где он был распространён в XIX веке. Название происходит от итальянского слова pecora, что означает овца, которые, как считается, любили есть вкусные ягоды.
В Калабрии словом пекорино иногда называют совершенно другой сорт, греко бианко. Исходя из наивного прочтения названия, и путая эти два сорта, в популярной и туристической литературе иногда указывается, что пекорино имеет греческое происхождение.
Из-за низкой урожайности, виноград начали выкорчёвывать, и сорт почти исчез уже к 1980 годам. Именно тогда Гвидо Чоччи Грифони (итал. Guido Cocci Grifoni) занялся возрождением сорта .

## География
По состоянию на 2000 год в Италии сортом было занято 87 Га виноградников, но популярность сорта быстро растёт, и на текущий момент сортом занято более 1100 Га.
Сорт культивируют в регионе Марке, в провинции Асколи-Пичено, где его смешивают с сортами Пассерина и Треббиано Тоскано для вин Colli Maceratesi DOC и Falerio dei Colli Ascolani DOC, и где делают моносортовые вина Offida DOC.
В регионе Абруцци, в провинциях Пескара и Терамо, его также разрешено применять в купажах, или делать моносортовые вина.

## Основные характеристики
Сорт низкоурожайный. Раннего периода созревания, обладает хорошей устойчивостью к милдью (ложной мучнистой росе) и оидиуму (мучнистой росе).
Вина получаются освежающие, с высокой кислотностью и высоким алкоголем. В аромате фруктовые и цветочные тона, яблоки, груши, ноты шалфея, тимьяна, мяты. Минеральное.

## Синонимы
Как многие старые сорта, обладает огромным количеством синонимов. В базе VIVC приводится около 50 названий, среди которых:
Arquitano, Norcino, Pecorina Arquatanella, Pecorino di Osimo, Promotico, Uva delle Pecore, Uva Pecorina, Vissanello.